# Dicranophorus bulgaricus
Dicranophorus bulgaricus är en hjuldjursart som beskrevs av Althaus 1957. Dicranophorus bulgaricus ingår i släktet Dicranophorus och familjen Dicranophoridae. Inga underarter finns listade i Catalogue of Life.